# Mateu Cardona i Estrada
Mateu Cardona i Estrada (Puig-reig, 18 d'abril del 1918 - Puig-reig, 20 d'octubre del 2011) va ser un músic, compositor i director de corals català, que participà llargament en la vida musical de Puig-reig.
Encara que d'ofici administratiu (treballà a la colònia industrial de Cal Riera), en les seves hores de lleure es dedicà a l'animació cultural de Puig-reig. Durant més de trenta anys dirigí la "Societat Coral la Unió de Puig-reig", entitat amb què cada any organitzava una trobada dels Cors de Clavé, les caramelles i el concert de Nadal. En retirar-se com a director de la coral el 1990, la Unió li dedicà un concert d'homenatge. Va ser membre fundador (1945) i instrumentista de la cobla-orquestra local "la Principal de l'Alt Llobregat"; Cardona també va ser membre del cor parroquial de Puig-reig, col·laborador regular en les tertúlies de ràdio Puig-reig i autor d'escrits a la revista local Pensaments i paraules. Als anys 60 va ser elegit regidor de l'ajuntament.
Com a compositor, va ser autor de ballables, com valsos, havaneres, caramelles, sardanes i cançons, que interpretaren tant la coral de la Unió com la coral infantil "Cors Alegres".

## Obres
- Goigs de la Mare de Déu de Periques, amb lletra de M. Gràcia Dolla[5]
- Hermosa Pasqua, caramella amb lletra de Joan Vilella[6]
- Visca la Pasqua, masurca[7]
- Sardanes: Abril, Anant a l'aplec, Aniversari, La balada del bes, Capvespre, Discontinuïtat, Festa Major, Maig, Maria Lurdes, Periques, Puigreig per sant Antoni, El roseret, Tornant de l'aplec, El turó de la Senyera (presentada als premis Joaquim Serra del 1985), El Turó de l'Home[8]